# Aardbeving Sumatra maart 2007
De aardbevingen op Sumatra op 6 maart 2007 waren twee aardbevingen vlak achter elkaar. Het epicentrum lag in het noordelijkste puntje van het Singkarakmeer op Sumatra, Indonesië.

## De bevingen
De eerste aardbeving vond plaats om 10.49 uur (03:49 UTC) met een schok van 6,4 op de schaal van Richter. De tweede beving kwam om 12.49 uur (05:49 UTC) met een schok van 6,3 op de schaal van Richter. De bevingen werden gevoeld tot in Singapore en Bangladesh.

## Gevolgen
In totaal kwamen er 68 mensen om en waren er 460 zwaargewonden. 43.000 huizen raakten beschadigd, waarvan er 12.000 totaal werden verwoest. De totale schade ligt op 160 miljoen Amerikaanse dollars.